# Бејхај
Бејхај (北海) град је Кини у покрајини Гуангси. Према процени из 2009. у граду је живело 350.306 становника.

## Становништво
Према процени, у граду је 2009. живело 350.306 становника.
| 1990.   | 2000.   | 2009    |
| ------- | ------- | ------- |
| 119.053 | 227.738 | 350.306 |